# Bagnet verd
Le bagnet verd est une sauce piémontaise qui est faite à base d'œufs durs et de persil,.

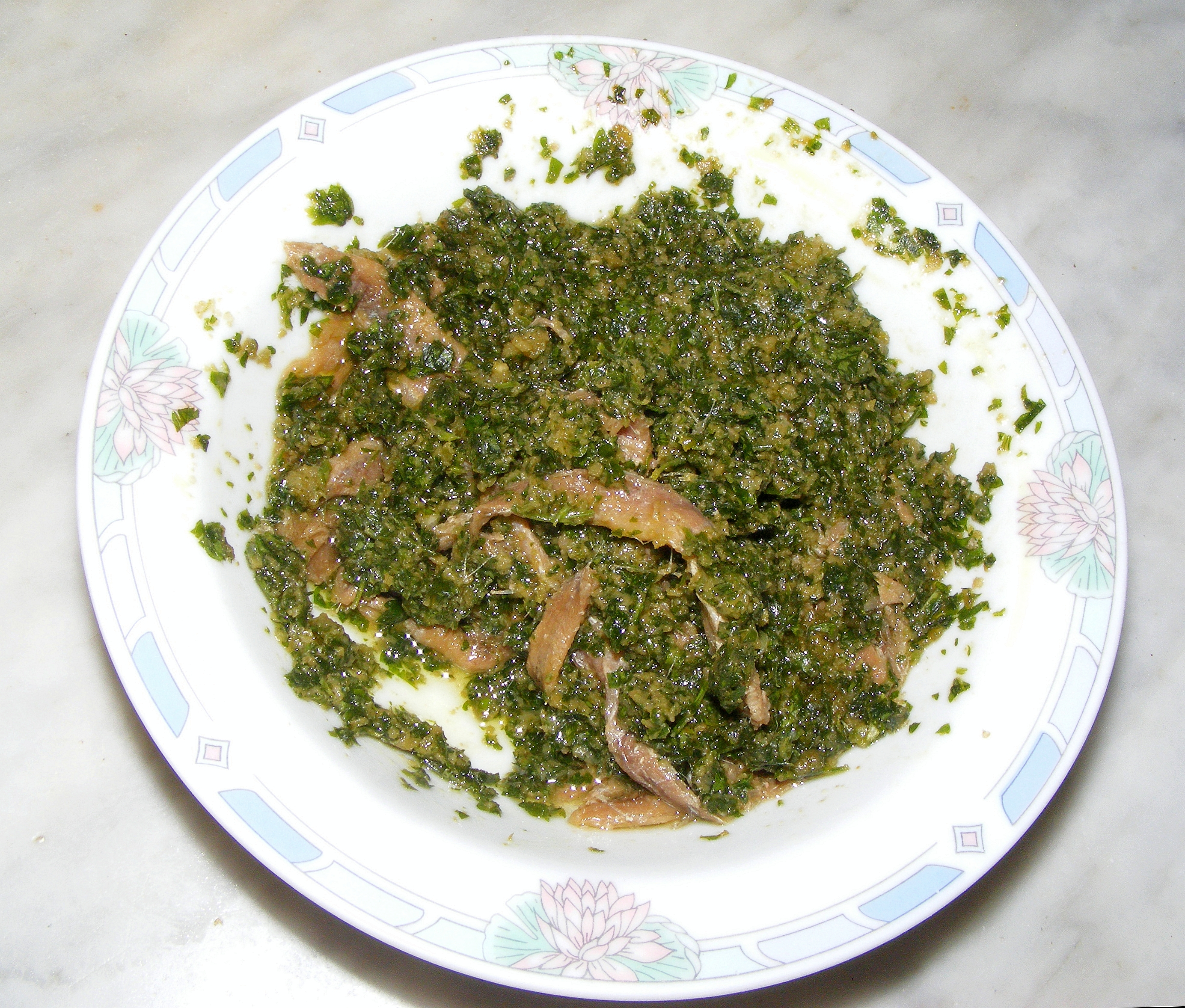
Anchois sauce bagnet verd.

## Ingrédients
- Œufs durs
- Persil
- Mie de pain
- Oignon (facultatif)
- Anchois salés
- Ail
- Vinaigre
- Huile
- Sucre (facultatif)
- Sel

Tout doit être finement haché mais pas cuit.

## Accompagnement
- Tomin (fromage)